# 광진구의회
광진구의회는 서울특별시 광진구 지역을 관할하는 기초의회이다.